# Eduard Moiszejevics Safranszkij
Eduard Moiszejevics Safranszkij (orosz betűkkel: Эдуард Моисеевич Шафранский; Krasznojarszk, 1937. október 16. – Jekatyerinburg, 2005. december 18.), orosz klasszikus gitárművész és zeneszerző. Klasszikus zenét gitárra komponált.

## Élete
1961–1965 között tanult Szverdlovszkban a Csajkovszkij Zeneművészeti Főiskolán, ahol megalapította a Reneszánsz együttesét és az Áprilisi esték elnevezésű fesztivált. Élete utolsó éveiben több darabot írt gitárra. 2002-ben találkozott Johanna Beisteiner osztrák gitárművésznővel, aki azóta játssza zenéjét.

## Fontosabb művei szólógitárra
- Requiem szólógitárra (Ősbemutató: 2004. szeptember 24. Szent Balázs templomban, Klein-Wien-ben (Alsó-Ausztria)
- Caravaggio oggi vagy Gondolatok egy Caravaggio képről – Lanton játszó fiú (Ősbemutató: 2007. október 29., Dom Aktyora, Jekatyerinburg, Oroszország)
- Éjszaka Granadában (Ősbemutató: 2007. október 29., Dom Aktyora, Jekatyerinburg, Oroszország)
- Alanya régi negyedei (Ősbemutató: 2009. május 18., fesztivál Bravo, Jekatyerinburg, Oroszország)
- A tenger énekei (Ősbemutató: 2009. május 18., fesztivál Bravo, Jekatyerinburg, Oroszország)

## Diszkográfia
- Johanna Beisteiner: Live in Budapest (DVD, Gramy Records, 2010.[2]) a videóval Caravaggio oggi.[3] Gramy Records, 2010. zene: E. Safránszkij.